# Stade Bergeyre
Stade Bergeyre – nieistniejący stadion piłkarsko-rugbiarsko-lekkoatletyczny, usytuowany w 19. dzielnicy Paryża. Jego nazwa pochodziła od nazwiska francuskiego rugbisty Roberta Bergeyre'a, który zginął podczas I wojny światowej. Oddany do użytku w 1918, dzięki finansowemu wsparciu Jacques’a Sigranda. Pojemność trybun wynosiła 15 000 miejsc. 
Obiekt był wykorzystywany do organizowania meczów piłki nożnej i rugby union, a także zawodów lekkoatletycznych oraz imprez cyrkowych. W 1924 odbyło się na nim kilka spotkań turnieju piłkarskiego paryskich igrzysk olimpijskich, w tym mecz Polski z Węgrami, stanowiący debiut "biało-czerwonych" w oficjalnym turnieju międzynarodowym. Dwa lata później stadion wyburzono z powodu zapotrzebowania miasta na nowe tereny mieszkalne.